# Блер (Оклахома)
Блер (енгл. Blair) град је у америчкој савезној држави Оклахома.

## Демографија
По попису из 2010. године број становника је 818, што је 76 (-8,5%) становника мање него 2000. године.
| Група             | 2000.       | 2010.       |
| Белци             | 758 (84,8%) | 642 (78,5%) |
| Афроамериканци    | 0 (0,0%)    | 5 (0,6%)    |
| Азијати           | 3 (0,3%)    | 2 (0,2%)    |
| Хиспаноамериканци | 93 (10,4%)  | 124 (15,2%) |
| Укупно            | 894         | 818         |